# ベアサイン
ベアサイン(バスク語: Beasáin)は、スペイン・バスク州・ギプスコア県のムニシピオ（基礎自治体）。コマルカ（郡）としてはゴジェリの構成自治体のひとつである。

## 地理
自治体内をオリア川が流れている。ギプスコア県の県都サン・セバスティアンとアラバ県の県都ビトリア＝ガステイスを結ぶN-1号線やレンフェ（スペイン国鉄）の鉄道路線がオリア川に沿って走っており、ベアサインはベルガラやエイバルやアラサーテ/モンドラゴン方面に向かうGI-632号線とN-1号線の合流地点にある。N-1号線や鉄道路線はオルディシア、トローサ、ビリャボナ、ラサルテ＝オリアなどを通ってサン・セバスティアン都市圏に入り、コスタ・バスカに面するサン・セバスティアンに至る。

## 産業
鉄道車両製造のCAFの創業の地であり、マドリードにもオフィスを構えているが、依然としてベアサインに本社や工場を置いている。ベアサイン工場は44万m2の敷地に1600人の従業員を抱え、電車・気動車、地下鉄車両、高出力の入替機関車、高速鉄道車両など、全4タイプの車両を製造しているほか、車軸や車輪などを製造しているスペイン唯一の工場である。CAFの他にも金属工業などが盛んであり、鋳造業のエスタンダ鋳造所、水中ポンプや発電機のインダル・マキネス電力、エレベーター製造などのG.H.電気機械工業などがある。

## 政治

### 議会
1979年から2011年までは常にバスク民族主義党(PNV-EAJ)が首長を輩出していたが、2011年の自治体選挙ではビルドゥが6議席、バスク民族主義党が6議席、バスク社会党 (PSE-EE-PSOE)が2議席、Hamaikabatが1議席、国民党 (PP)が1議席、アララールが1議席を獲得し、2011年に創設されたばかりのビルドゥから首長が誕生した。
| 2011年自治体選挙結果       |        |        |        |
| 政党                       | 議席数 | 得票数 | 得票率 |
| ビルドゥ                   | 6      | 1,949  | 31.63% |
| バスク民族主義党 (PNV-EAJ) | 6      | 1,905  | 30.92% |
| バスク社会党 (PSE-EE-PSOE) | 2      | 861    | 13.98% |
| Hamaikabat                 | 1      | 462    | 7.50%  |
| 国民党 (PP)                | 1      | 372    | 6.04%  |
| アララール                 | 1      | 319    | 5.18%  |
| バスク統一左翼 (EB-B)      | -      | 181    | 2.94%  |

### 首長
| 期間      | 名前                                     | 政党                       |
| --------- | ---------------------------------------- | -------------------------- |
| 2011-     | コルド・アギーレ・ムヒカ                 | ビルドゥ                   |
| 2007-2011 | パチ・プラサオーラ・ムグルサ             | バスク民族主義党 (PNV/EAJ) |
| 2003-2007 | パチ・プラサオーラ・ムグルサ             | バスク民族主義党 (PNV/EAJ) |
| 1999-2003 | ホン・ハウレギ・ベレシアルトゥア         | バスク民族主義党 (PNV/EAJ) |
| 1995-1999 | ホン・ハウレギ・ベレシアルトゥア         | バスク民族主義党 (PNV/EAJ) |
| 1991-1995 | ホセ・ルイス・アリオラ・トゥルエバ       | バスク民族主義党 (PNV/EAJ) |
| 1987-1991 | ホセ・アントニオ・イマス・インサウスティ | バスク民族主義党 (PNV/EAJ) |
| 1983-1987 | ホセ・アントニオ・イマス・インサウスティ | バスク民族主義党 (PNV/EAJ) |
| 1979-1983 | フアン・ラサ・ハウレギ                   | バスク民族主義党 (PNV/EAJ) |

## 人口
| 年   | 1900  | 1910  | 1920  | 1930  | 1940  | 1950  | 1960  | 1970   | 1980   | 1990   | 1995   | 2000   | 2005   |
| ---- | ----- | ----- | ----- | ----- | ----- | ----- | ----- | ------ | ------ | ------ | ------ | ------ | ------ |
| 人口 | 1,932 | 2,973 | 3,775 | 5,260 | 4,986 | 5,487 | 7,689 | 10,095 | 11,731 | 12,461 | 12,412 | 12,227 | 12,586 |

| 年   | 1996   | 1998   | 1999   | 2000   | 2001   | 2002   | 2003   | 2004   | 2005   | 2006   | 2007   | 2008   | 2009   | 2010   |
| ---- | ------ | ------ | ------ | ------ | ------ | ------ | ------ | ------ | ------ | ------ | ------ | ------ | ------ | ------ |
| 人口 | 12,331 | 12,297 | 12,171 | 12,134 | 12,144 | 12,257 | 12,326 | 12,442 | 12,586 | 12,682 | 12,932 | 13,510 | 13,557 | 13,680 |

## 出身人物
- サン・マルティン・デ・ロイナス – フランシスコ会の宣教者。豊臣秀吉によって長崎で処刑された「日本二十六聖人」のひとり。マルチノ・デ・ラ・アセンシオン。
- ベルツァ – カルリスタ。
- ヘスス・ララニャガ – 政治家。
- ホン・ハウレギ – 政治家。
- マルケル・オラーノ – 政治家。ギプスコア県議会議長（2007年-）。
- フランシスコ・ハビエル・エルソ – 社会学者。デウスト大学教授。
- フランシスコ・エチェベリア – 犯罪人類学者。バスク大学法学部教授。
- ソテーロ・リサラス – バイシクルモトクロス選手。1947年のスペイン選手権優勝。
- カルロス・アルギニャーノ – 料理人・テレビ司会者・プロデューサー。
- エバ・アルギニャーノ – 料理人・テレビ司会者。
- ネレア・ガルメンディア – 女優。
- レオン・ラサ – サッカー選手。
- サルバ・イリアルテ – サッカー選手。
- ゴルカ・エルストンド – サッカー選手。
- エネコ・エイスメンディ – サッカー選手。
- アライン・エイスメンディ – サッカー選手。

## ギャラリー

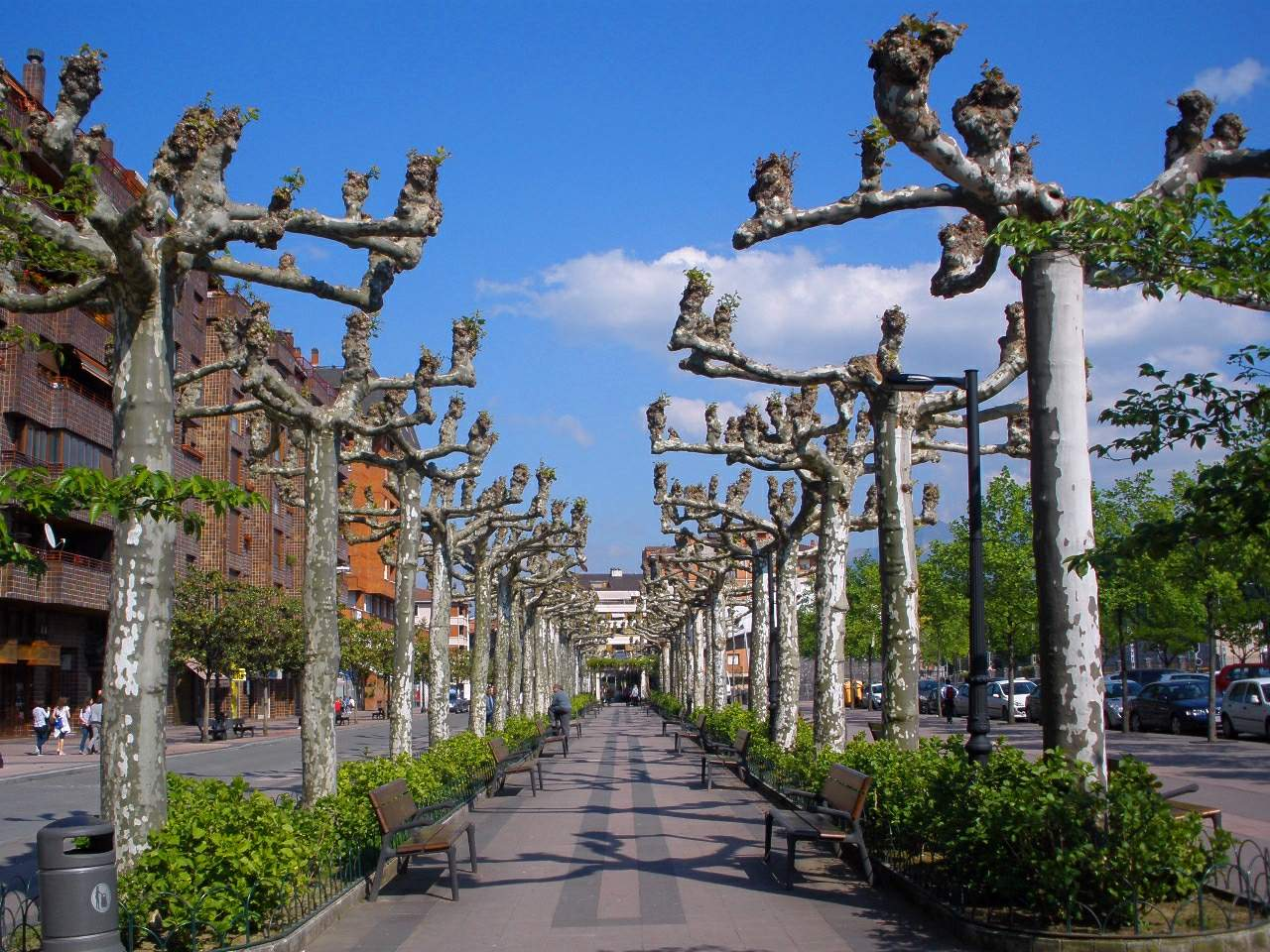
ベアサインの通り
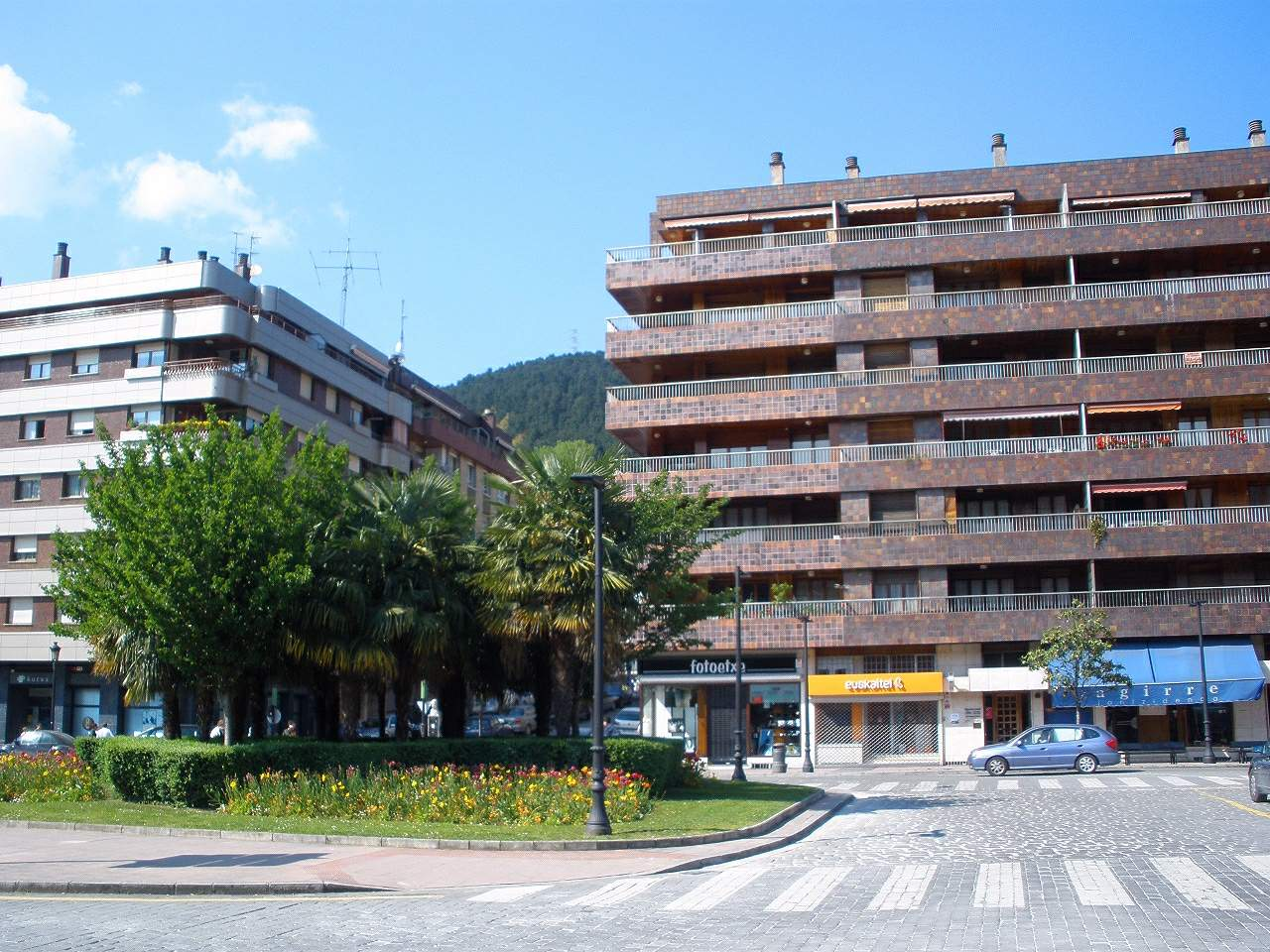
円形交差点とアパート
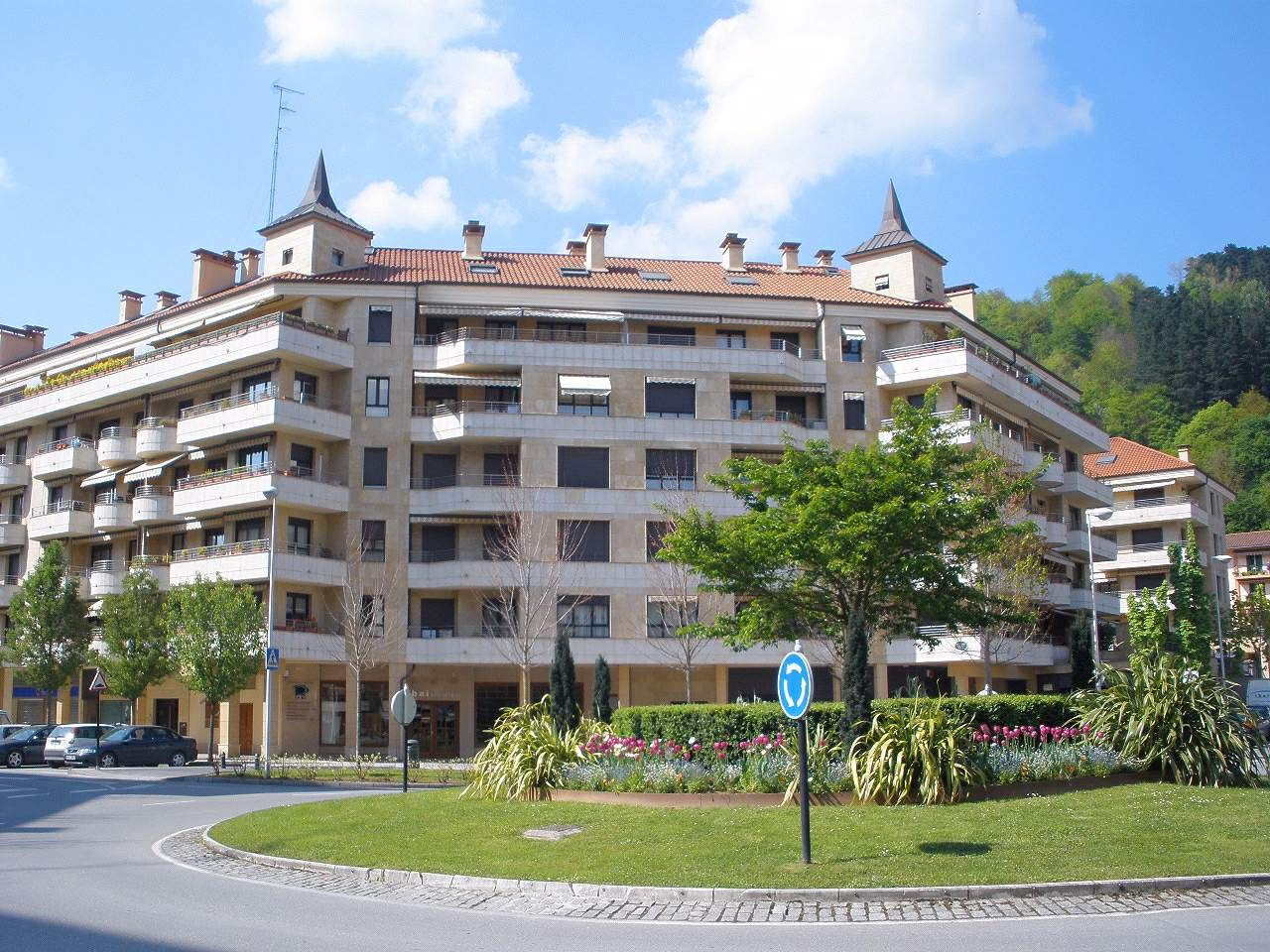
円形交差点とアパート
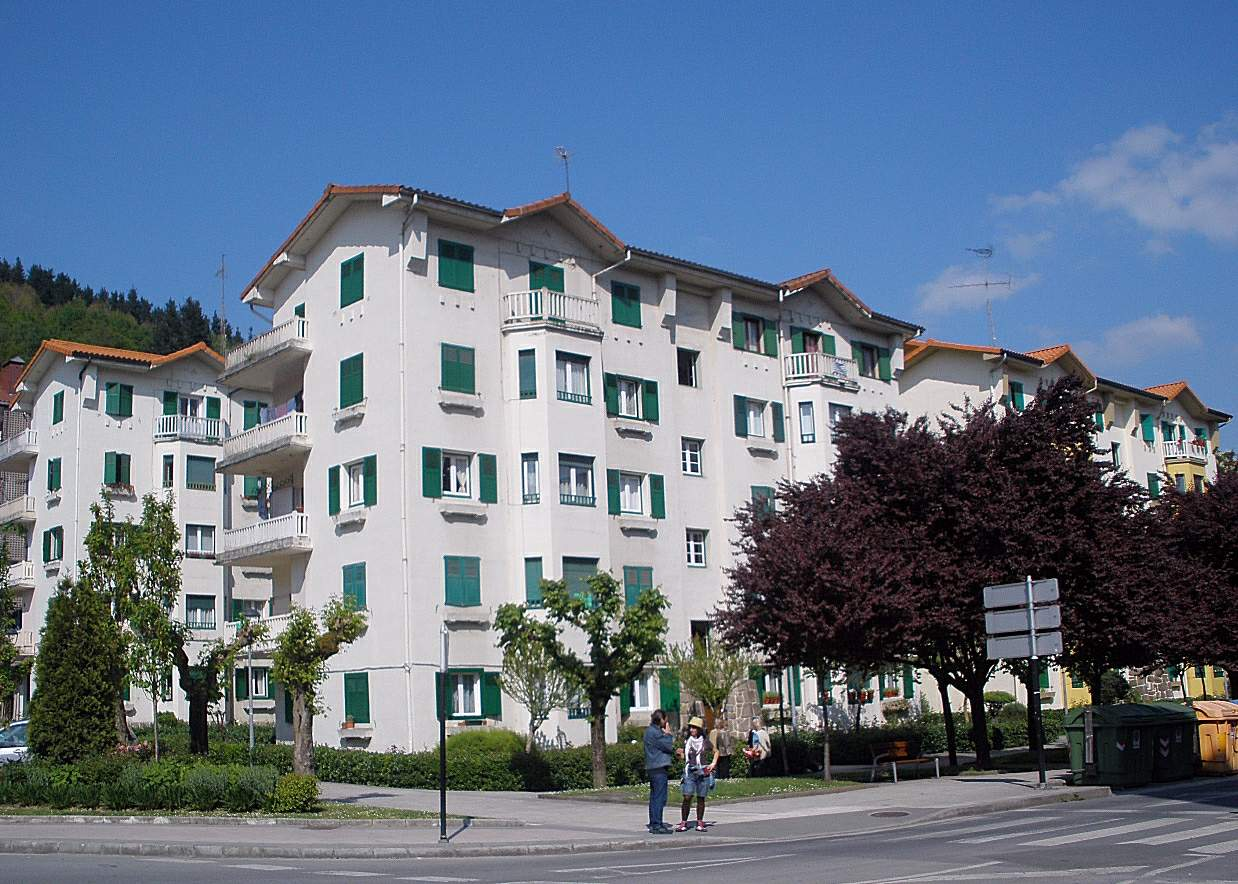
アパート

## 公式サイト
- 公式サイト （バスク語）